# Bouillancourt-en-Séry
Bouillancourt-en-Séry je francouzská obec v departementu Somme v regionu Hauts-de-France. V roce 2012 zde žilo 566 obyvatel.

## Poloha obce
Sousední obce jsou: Bouttencourt, Framicourt, Frettemeule, Gamaches, Neslette, Rambures, Tilloy-Floriville a Le Translay.

## Vývoj počtu obyvatel
Počet obyvatel